# Yund Dimashq

El Levante y sus regiones militares en tiempos del Califato abasí, en el siglo.

El Yund Dimashq (en árabe: جند دمشق‎) o región militar de Damasco (ajnad, en singular yund) era la mayor en la que se dividía el Levante durante los califatos omeya y abasí. Su nombre se debía a la capital y ciudad principal, Damasco (Dimashq), que durante el período omeya fue también la capital del califato.

## División geográfica y administrativa
El Levante, a diferencia de las demás provincias del Califato, se dividió en tiempos de los primeros califas omeyas en varias regiones militares o ajnad (en singular yund), primero cuatro y luego cinco, de las que cada ejército correspondiente obtenía sus ingresos, víveres y soldados. La región militar de Damasco o Yund Dimashq, era la mayor y abarcaba casi todo el centro del Levante mediterráneo, las antiguas provincias bizantinas de Fenicia Primera, Fenicia Libanesa, y Arabia.
Los geógrafos árabes posteriores dividieron la región militar damascena en los siguientes distritos: la llanura de Guta en torno a Damasco, apodada el «Jardín» por su fertilidad; el Haurán y Batanea, con capital en Daraa; Golán; Jaydur (que solo menciona Yaqut al-Hamaui); Hula; Balqa; al-Sharah, con capital en Adhruh, que a veces se incluye en el Yund Filastin; y al-Chibal. Otras ciudades principales eran Beirut, Sidón, Tiro (cuyos impuestos se entregaban al Yund al-Urdunn), Trípoli y Biblos, todas situadas en la costa. Las ciudades costeras y sus comarcas formaban pequeños distritos separados.
La principal tribu de la región militar damascena era la Yamani, aunque había también importantes contingente de tribus qaisíes. La recaudación de la región alcanzaba los cuatrocientos cincuenta mil dinares según Ya'qubi, cuatrocientos mil según al-Baladhuri o cuatrocientos veinte mil, según al-Jahshiyari; Qudama ibn Chafar, sin embargo, da una cifra mucho menor: ciento diez mil dinares, aunque es probable que ello refleje los estragos de la guerra civil denominada Cuarta Fitna. En lo que se refiere al tamaño del ejército que se reclutaba en la región militar, en tiempos del califa Walid I (705-715), este alcanzaba los cuarenta y cinco mil hombres, si bien es probable que no todos fuesen soldados.